# مدحت فقوسة
الأسطورة مدحت فقوسة حققت مصر على يديه أول بطولة كأس العالم لكرة القدم العسكرية.
جده ثالث رئيس في تاريخ النادي المصري، فاز والده بكأس السلطان. ارتبط اسم الكابتن مدحت فقوسة باسم بلده بورسعيد. وناديه المصري لفترة طويلة.
كما ارتبط أيضا اسمه باسم مصر.
توفي في 5 مايو 2021 عن عمر 75 عام.
اشتهر مدحت فقوسة بحسه الدعابى في البرامج التليفزيونية .

## حياته
من أسرة كروية خدمت النادي المصري فترة طويلة من الزمن. فقد كان جده ثالث رئيس للنادي المصري في تاريخه الذي بدأ عام 1920. وقد لعب للنادي المصري ونادي الطيران، والنادي الأهلي. وحقق على يديه لمصر أول بطولة كأس العالم لكرة القدم العسكرية وذلك عام 1993.
مدحت السيد فقوسة من مواليد بورسعيد في أول أبريل 1946. أحب كرة القدم منذ نعومة أظافره ولعبها مع أقرانه في شوارع بورسعيد وعلى شاطئها والفضل في حبه للكرة إلى والده الذي كان يلعب كرة القدم بالنادي المصري وحصل على الكأس السلطاني موسم 33/1934. وهي من أزهى عصور النادي. حيث كان يضم نجوم المنتخب الوطني وبورسعيد أمثال علي مبروك، وعبد الرحمن فوزي، ومدحت حسن وحسن ألماظ، وعبود الجمل. والسيد فقوسة وغيرهم.
اكتشف والد مدحت موهبة ابنه مبكراً. وقدمه للكابتن عادل الجزار الذي أعده في صفوف الناشئين حتى أصقل موهبته وانضم إلى صفوف الناشئين حتى عام 1964 عندما تولى تدريب فريق المصري المدير الفني اليوغسلافي «كوكيزا» شاهد مدحت مع فرق قطاع الناشئين ولفت نظره بمهاراته العالية وقوة تسديداته. ومهارة اللعب بالرأس. فأشركه في صفوف الفريق الأول الذي كان يلعب بالممتاز وبرز بفضل وجوده بجانب نجوم المصري أيامها محمد بدري، ومحمد شاهين اللاعبين الدوليين.
في موسم "65/66" التحق مدحت بكلية الطيران وانتقل للعب لنادي الطيران الذي كان يلعب في الدوري الممتاز أيامها واستمر به عامين. ونظرا لصعوبة الدراسة في كلية الطيران. تركها وكان قد ذاع صيته. وانتقل إلى صفوف النادي الأهلي موسم "67/68" وظل يلعب له حتى نهاية موسم "70/71" وحصل فقوسة على بكالوريوس التربية الرياضية. ثم دبلوم الدراسات العليا في كرة القدم من جامعة الزقازيق. وفي عام 1971 سافر مدحت فقوسة إلى الكويت ليلعب محترفا بنادي الشباب بالأحمدي ثم انتقل عام "72/73" ومنه إلى نادي التضامن، ثم انتقل إلي نادي أبوظبي عام..1974 لكنه في عام 1975 قرر العودة إلى بلده. وناديه المصري وأصبح كابتن للفريق ثم قرر الاعتزال به.
ثم بعد الانخراط في سلك التدريب الذي بدأه مبكراً فور اعتزاله حيث نال عددًا من الدراسات التدريبية الدولية والمحلية. تولى تدريب ناشئي المصري من موسم 76/77. واستمر معهم أربع سنوات. واختير مدربًا للمصري. ثم جاء المدير الفني العالمي بوشكاش عام "79/80" واختار فقوسة للعمل مساعداً له. وحقق معه الترتيب الثالث في الدوري. وفي عام 1981 تعاقد مدحت فقوسة للعمل مديرًا فنيًا لفريق الرائد السعودي بالقصيم. وقضى معه موسمين حقق فيهما نتائج ممتاز، وعاد إلى مصر موسم 83/84 ليتولى مهمة تدريب فريق المصري مساعدا للمدير الفني الأرجنتيني أيامها «أوسكار فيلوني» وفي موسم 86/87 سافر مرة أخرى إلى السعودية ليتولى تدريب فريق نادي الرائد هناك. وعاد عام 91/92 ليتولى تدريب فريق نادي المريخ البورسعيدي الذي صعد للدوري الممتاز. واستمر به لمدة عامين.
اختير مدحت فقوسة عام 1993 ليكون مديرا فنيا للمنتخب العسكري لكرة القدم. ونجح في إعداد الفريق للتأهل إلى نهائيات بطولة كأس العالم العسكرية بالمغرب. وحقق إنجازًا ضخمًا بفوز المنتخب المصري بالبطولة لأول مرة عام 1993 على يد ابن بورسعيد مدحت فقوسة. الذي تم تكريمه بعد عودة الفريق بالكأس بوسام الجمهورية من الدرجة الأولى.